# روبرت إس. مالوني
روبرت إس. مالوني (بالإنجليزية: Robert S. Maloney)‏ هو سياسي أمريكي، ولد في 3 فبراير 1881 في لورانس في الولايات المتحدة، وتوفي بنفس المكان في 8 نوفمبر 1934. حزبياً، نشط في الحزب الجمهوري. وقد انتخب عضو مجلس النواب الأمريكي.